# Kajžnkova hiša
Kajžnkova hiša je etnografski objekt, ki se nahaja v obnovljeni kmečki hiši v Ratečah, ki ležijo ob tromeji Slovenje z Italijo in Avstrijo.
Občina Kranjska Gora je leta 1995 odkupila v požaru poškodovan objekt. Obnova je bila končana leta 2004 pod nadzorom Zavoda za varstvo kulturne dediščine Kranj. Hiša predstavlja dobro ohranjen primer ljudske arhitekture. Ima kamnit vhodni portal, freski sv. Florijana in na fasadi sončno uro.
Leta 2006 je Gorenjesavski muzej Jesenice postavil v njej stalno muzejsko razstavo »Etnološka dediščina Rateč« s poudarkom na rateški noši. V hiši je črna kuhinja in shramba.